# 5286 Haruomukai
5286 Haruomukai eller 1989 VT1 är en asteroid i huvudbältet som upptäcktes den 4 november 1989 av de båda japanska astronomerna Masaru Mukai och Masanori Takeishi vid YCPM Kagoshima Station. Den är uppkallad efter Haruo Mukai, bror till en av upptäckarna.
Asteroiden har en diameter på ungefär 9 kilometer och den tillhör asteroidgruppen Koronis.